# Pulitzer-Preis 1993
Der Pulitzer-Preis 1993 war die 77. Verleihung des US-amerikanischen Literaturpreises. Die Jury bestand aus 18 Personen unter dem Vorsitz von Claude F. Sitton. Das „Pulitzer Prize Board“ vergab Preise für Arbeiten, die während des Kalenderjahres 1992 entstanden waren.

## Bereich Journalismus(Journalism)
| Kategorie                                                  | Preisträger                                                   | Begründung |
| ---------------------------------------------------------- | ------------------------------------------------------------- | --- |
| Aktuelle Berichterstattung (Breaking News Reporting)       | Mitarbeiter der Los Angeles Times                             | Preis verliehen für eine ausgewogene, umfassende und scharfsinnige Berichterstattung unter dem Termindruck des zweiten, zerstörerischsten Tages der Unruhen in Los Angeles.                                                                                        |
| Dienst an der Öffentlichkeit (Public Service)              | The Miami Herald                                              | Preis verliehen für eine Berichterstattung, die den Lesern nicht nur dabei half, mit den Verwüstungen durch Hurrikan Andrew zurechtzukommen, sondern auch zeigte, wie laxe Zoneneinteilung, Inspektions- und Bauvorschriften zu der Zerstörung beigetragen hatten. |
| Investigativer Journalismus (Investigative Reporting)      | Jeff Brazil und Stephen Berry vom Orlando Sentinel            | Preis verliehen für die Aufdeckung der ungerechtfertigten Beschlagnahmung von Millionen Dollar von Autofahrern – die meisten davon Minderheiten – durch das Drogendezernat eines Sheriffs.                                                                         |
| Hintergrundberichterstattung (Explanatory Journalism)      | Mike Toner von The Atlanta Journal-Constitution               | Preis verliehen für „When Bugs Fight Back“ (im Deutschen: Wenn Bazillen sich wehren), eine Serie, die die nachlassende Wirksamkeit von Antibiotika und Pestiziden untersuchte.                                                                                     |
| Beat Reporting (Specialized Reporting)                     | Paul Ingrassia und Joseph B. Whit von The Wall Street Journal | Preis verliehen für die oft exklusive Berichterstattung über die Turbulenzen im Management von General Motors. |
| Kritik (Criticism)                                         | Michael Dirda von The Washington Post                         | Preis verliehen for seine Buchbesprechungen. |
| Karikatur (Editorial Cartooning)                           | Stephen R. Benson von The Arizona Republic                    | |
| Leitartikel (Editorial Writing)                            | Kein Preis vergeben                                           | |
| Kommentar (Commentary)                                     | Liz Balmaseda von The Miami Herald                            | Preis verliehen für ihre Reportage aus Haiti über die sich verschlechternden politischen und sozialen Bedingungen und ihre Kolumnen über kubanischstämmige Amerikaner in Miami.                                                                                    |
| Auslandsberichterstattung (International Reporting)        | Roy Gutman von Newsday                                        | Preis verliehen für seine mutige und beharrliche Berichterstattung, die Gräueltaten und andere Menschenrechtsverletzungen in Kroatien und Bosnien und Herzegowina aufdeckte.                                                                                       |
| Berichterstattung im Inland (National Reporting)           | David Maraniss von The Washington Post                        | Preis verliehen für seine aufschlussreichen Artikel über das Leben und die politische Laufbahn des Kandidaten Bill Clinton. |
| Feature Writing (Feature Writing)                          | George Lardner Jr. von The Washington Post                    | Preis verliehen für seine unermüdliche Untersuchung des Mordes an seiner Tochter durch einen gewalttätigen Mann, der durch die Maschen des Strafjustizsystem geschlüpft war.                                                                                       |
| Aktuelle Fotoberichterstattung (Breaking News Photography) | Ken Geiger und William Snyder von The Dallas Morning News     | Preis verliehen für ihre aufregenden Fotografien der Olympischen Sommerspiele 1992 in Barcelona. |
| Feature-Fotoberichterstattung (Feature Photography)        | Mitarbeiter von Associated Press                              | Preis verliehen für sein Portfolio mit Bildern aus dem Präsidentschaftswahlkampf 1992. |

## Bereich Literatur, Theater und Musik(Books, Drama & Music)
| Kategorie                                                   | Preisträger                                                                                                   |
| ----------------------------------------------------------- | --- |
| Geschichte (History)                                        | The Radicalism of the American Revolution von Gordon S. Wood (Alfred A. Knopf)                                |
| Belletristik (Fiction)                                      | A Good Scent from a Strange Mountain (deutscher Titel: Kinder des Staubs) von Robert Olen Butler (Henry Holt) |
| Sachbuch (General Nonfiction)                               | Lincoln at Gettysburg: The Words That Remade America von Garry Wills (Simon & Schuster)                       |
| Musik (Music)                                               | Trombone Concerto von Christopher Rouse (Boosey & Hawkes)                                                     |
| Dichtung (Poetry)                                           | The Wild Iris von Louise Glück (The Ecco Press)                                                               |
| Theater (Drama)                                             | Angels in America: Millennium Approaches von Tony Kushner (TCG)                                               |
| Biographie oder Autobiographie (Biography or Autobiography) | Truman von David McCullough (Simon & Schuster)                                                                |